# Friedrich Erismann

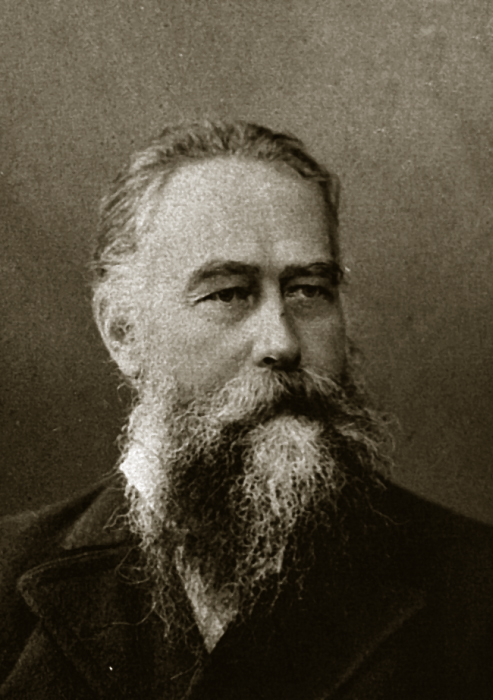
Friedrich Erismann

Friedrich Huldreich Erismann (* 24. November 1842 in Gontenschwil; † 13. November 1915 in Zürich) war ein Schweizer und Russlandschweizer Augenarzt und Hygieniker.

## Biografie
Erismann besuchte die Alte Kantonsschule Aarau. Er studierte ab 1861 an der Universität Zürich Medizin und wurde Mitglied des Corps Tigurinia. Er wechselte an die Julius-Maximilians-Universität Würzburg und die Karls-Universität Prag, wurde aber 1867 in Zürich zum Dr. med. promoviert. 1867 bis 1869 machte er eine ophthalmologische Fachausbildung in Heidelberg, Wien und Berlin. Zwei Jahre lang war er mit Marie Vögtlin verlobt. 1868 heiratete er die russische Ärztin Nadeschda Prokofjewna Suslowa. 1869 wurde er Augenarzt in St. Petersburg. Von 1872 bis 1874 bildete er sich im Bereich Hygiene weiter. Von 1874 bis 1878 war er wieder in St. Petersburg. Nach einer Teilnahme am Russisch-Osmanischen Krieg liess er sich in Moskau nieder und widmete sich ganz der wissenschaftlichen Tätigkeit. 1881 wurde er Dr. h. c. der Universität Moskau und Privatdozent, 1884 o. Professor für Hygiene an der Universität Moskau und Leiter des dortigen Hygiene-Instituts. Obwohl sich seine Tätigkeit ausgesprochen segensreich auswirkte und er mit die Grundlagen für die Entwicklung einer wissenschaftlichen Hygiene als eigenständige Disziplin in Russland legte, wurde er aus politischen Gründen entlassen. Er kehrte in die Schweiz zurück und wirkte als Privatgelehrter.
Im Jahr 1883 wurde seine seit 1878 zerrüttete, kinderlos gebliebene erste Ehe geschieden. Erismann heiratete 1884 die baltendeutsche Ärztin Sophie Hasse (1846–1925), die auch in der Schweiz ihr Studium abgeschlossen hatte. Aus dieser Beziehung entstammte u. a. der an der Universität Innsbruck ab 1926 lehrende Philosoph, Experimentalpsychologe und Physiker Theodor Paul Erismann.

## Politische Tätigkeit
Erismann trat 1870 der Sozialdemokratischen Partei der Schweiz als erster Schweizer mit Doktortitel bei, dies gemäss den Worten seines Parteigenossen Herman Greulich anlässlich der Abdankung Erismanns. Er gehörte von 1898 bis 1901 dem Grossen Stadtrat (Legislative, heute Gemeinderat) von Zürich an, gleichzeitig war er von 1899 bis 1901 Präsident der Arbeitskammer. Von 1901 bis 1915 gehörte er dem Stadtrat (Exekutive) an, zuständig für das Gesundheitswesen. 1902 bis 1914 sass er ausserdem im Kantonsrat des Kantons Zürich.

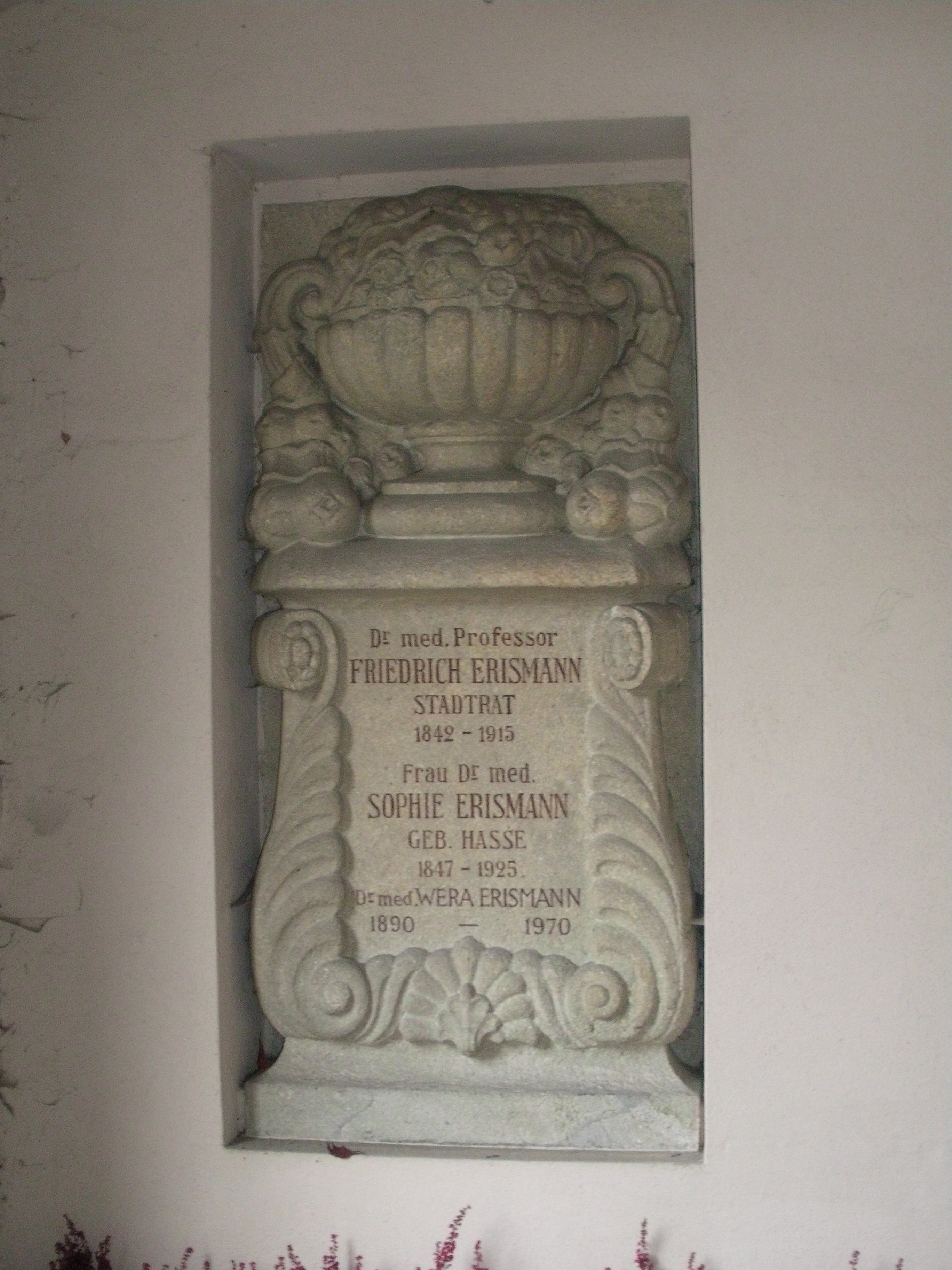
Grabdenkmal für Friedrich Erismann im Kolonnadengang des Krematoriums Sihlfeld auf dem Friedhof Sihlfeld in Zürich

## Ehrungen
In Zürich-Aussersihl sind seit 1926 die Erismannstrasse sowie der Erismannhof nach Friedrich Erismann benannt. In Russland trägt das Föderale wissenschaftliche Zentrum für Hygiene seinen Namen.

## Schriften (Auswahl)
- Ueber Intoxikations-Amblyopieen. Zürich 1867. (Diss. med. Univ. Zürich)
- Gesundheitslehre für Gebildete aller Stände. Rieger, München 1878.
- Die Hygiene der Schule. In: Ziemsen's Handbuch der Hygiene und der Gewerbekrankheiten. Theil 2: Sociale Hygiene, Abteilung 2: Specielle sociale Einrichtungen. 3., umgearbeitete Auflage. 1882.
- Was verstehen wir unter kommunaler Sozialpolitik. Art. Institut Orell Füssli, Zürich 1902.
- Das alkoholfreie Volkshaus in Zürich 4. 4, Geschichte, Baubeschreibung, Betrieb. Zürich: Volkshaus 1913.
- Die Gesundheits- und Wohlfahrtspflege der Stadt Zürich. Von den städtischen Behörden dargebotene Festschrift. Zürich: Buchdruckerei Berichthaus 1909.